# Fuerza de Cohetes y Artillería de Ucrania
Fuerzas de Cohetes y Artillería de Ucrania: (Ucraniano: Ракетні війська та артилерія, romanizado: Raketni Viys'ka ta artyleriya) de las Fuerzas Terrestres de Ucrania consisten en unidades armadas con misiles tácticos, obuses, cañones, morteros, propulsados por chorro y artillería antitanque.Tienen la tarea de destruir recursos humanos, tanques, artillería, armas antitanque, aeronaves, defensa aérea y otras operaciones importantes de las instalaciones.

## Historia
"En la víspera del dia feriado, la brigada de cohetes 19, que está estacionada en la ciudad de |Khmelnytskyi, realizó el examen principal del año: la prueba final para 2010-2011. Todos los militares aprobaron exámenes finales de formación profesional, militar y física. La historia de la brigada comenzó en 1943 en Stalingrado con el establecimiento de la 7ª brigada de artillería de la Reserva del Alto Mando Supremo. Durante la Gran Guerra Patriótica, 27 soldados, sargentos y oficiales de la división fueron nominados para el premio "Héroe de la Unión Soviética". Después de la declaración de independencia de Ucrania y la elección del estatus no nuclear, los militares juraron lealtad al pueblo de Ucrania. En noviembre de 1997, la división obtuvo el estatus de brigada y hasta 2004 estuvo subordinada a la 1ª División de Cohetes de las Fuerzas Terrestres de Ucrania. Durante los últimos 8 años, la brigada está directamente subordinada al mando de las fuerzas terrestres de las Fuerzas Armadas de Ucrania, armada con el misil "Tochka". [Es] la única unidad militar de cohetes en las Fuerzas Armadas de Ucrania".
La 1.ª División de Cohetes estaba activa en Khmelnytskyi, formada sobre la base de la disolución del cuartel general del 43.er Ejército de Cohetes soviético. Se formó en 1998. Al menos dos brigadas formaban parte de la división, la 19 en Khmelnytskyi y la 107 en Kremenchug (107 Regimiento de Artillería de Cohetes, 6 Cuerpo de Ejército (Ucrania)). La división se disolvió en 2004.
La Brigada de Artillería 11 se disolvió en diciembre de 2013. La Brigada de Artillería 44 se creó desde cero en Ternópol en septiembre de 2014.[6] La brigada de artillería 43 se formó en febrero de 2015 en Divychky, un pueblo en el óblast de Kiev.
El 27º Regimiento de Artillería Reactiva fue ascendido a brigada el 13 de marzo de 2015. La brigada de artillería 40 se formó en Pervomaisk en agosto de 2015.

## Guerra ruso-ucraniana (2014-actualidad
Después del colapso de la Unión Soviética, las fuerzas de cohetes y la artillería ucranianas quedaron de la era de la Guerra Fría. Esto significa que la mayor parte de su equipo tiene unos 30 años. Ha habido poco desarrollo de nuevos sistemas de calibre 122 mm o 152 mm a 155 mm. De las armas ucranianas de 155 mm construidas, solo se ha producido el 2S22 Bohdana, con solo una unidad completada antes de la Invasión rusa de Ucrania de 2022. Las reservas de municiones que Ucrania heredó de la Unión Soviética fueron objeto de sabotaje. Según Radio Free Europe, entre 2015 y 2019 se destruyeron seis arsenales, un total de unas 210.000 toneladas de municiones. Desde fines de abril, el Departamento de Estado de EE. UU. ha vendido municiones de artillería a Ucrania. La artillería ucraniana se ha basado en viejas reservas de municiones en los países del antiguo Bloque del Este. De 40 proyectiles suministrados por la República Checa, solo 3 funcionaron. Lo que el gobierno de EE. UU. llama "munición no estándar" que puede ser disparada por armas ucranianas como proyectiles de artillería de 122 mm, 152 mm, proyectiles de mortero de 120 mm y otras armas pequeñas. Ucrania afirma que está disparando 6.000 proyectiles diarios en los combates. Esto se compara con Rusia disparando unos 70.000 proyectiles.
Ucrania ha solicitado y ha recibido varias municiones de calibre de 155 mm de artillería de la OTAN, como el Panzerhaubitze 2000 y "M777, FH70, M109, AHS Krab y el obús autopropulsado CAESAR". El Reino Unido y Alemania han suministró M270 MLRS a Ucrania y EE. UU. ha suministrado el sistema HIMARS, sin embargo, en lotes de un solo dígito. Las fuerzas ucranianas consideran que las armas de 155 mm como el M777 son superiores a sus sistemas más antiguos: "Funcionan maravillosamente. Tienen la precisión de un rifle de francotirador mientras disparan un proyectil de 155 mm. Su alcance es mucho mayor que el de nuestras propias armas y podemos alcanzar sus posiciones, líneas de suministro y depósitos de municiones más alejados”. El Ministerio de Defensa ruso ha hecho hincapié en mostrar la destrucción de las armas suministradas por Occidente, principalmente el M777. Si bien reconoció su efecto: "El general Konashenkov enfatizó que en los últimos días las fuerzas armadas ucranianas han utilizado M777 de forma intensiva, sometiendo a ataques masivos de artillería a las posiciones rusas en la región". Ucrania gasta 30.000 rondas de 155 mm en dos semanas, una cantidad por EE. UU. en un año.
Ucrania también ha recibido 36 cañones ligeros L119 de calibre 105 mm remolcados, una variante del cañón ligero L118, del Reino Unido. Estados Unidos ha prometido a Ucrania unos 36.000 cartuchos de munición de 105 mm. La Fuerza de Defensa de Nueva Zelanda envió 30 soldados para entrenar a las fuerzas ucranianas en el L119 en el Reino Unido de mayo a julio de 2022.
A principios de julio, los soldados del Reino Unido y Nueva Zelanda estaban entrenando a los soldados ucranianos para usar el obús L119 y el M270 MLRS en Wiltshire. El número de soldados ucranianos entrenados figura como "cientos".

## Equipo

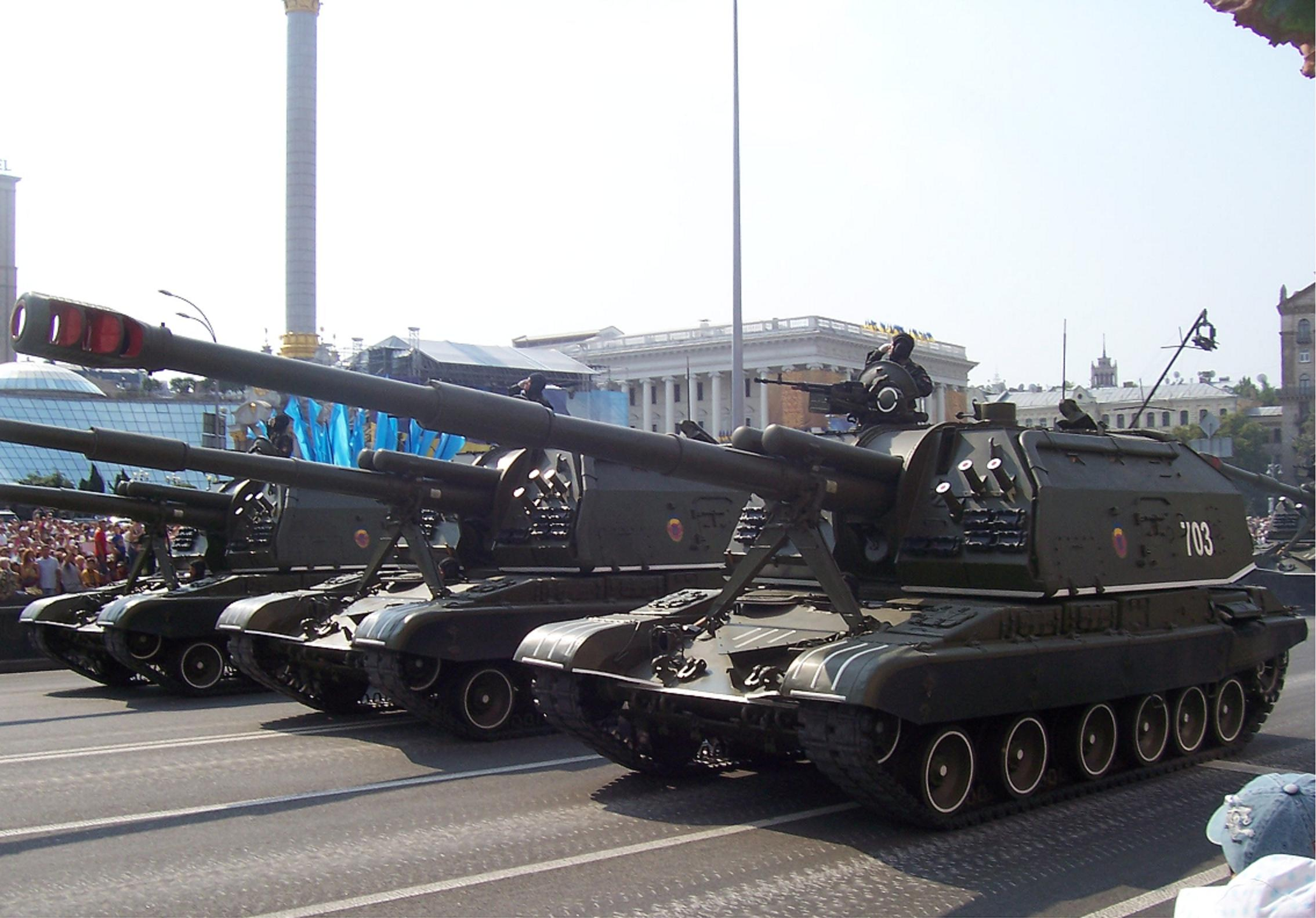
Unidades Ucranianas Msta 2S19 de artillería autopropulsadas.

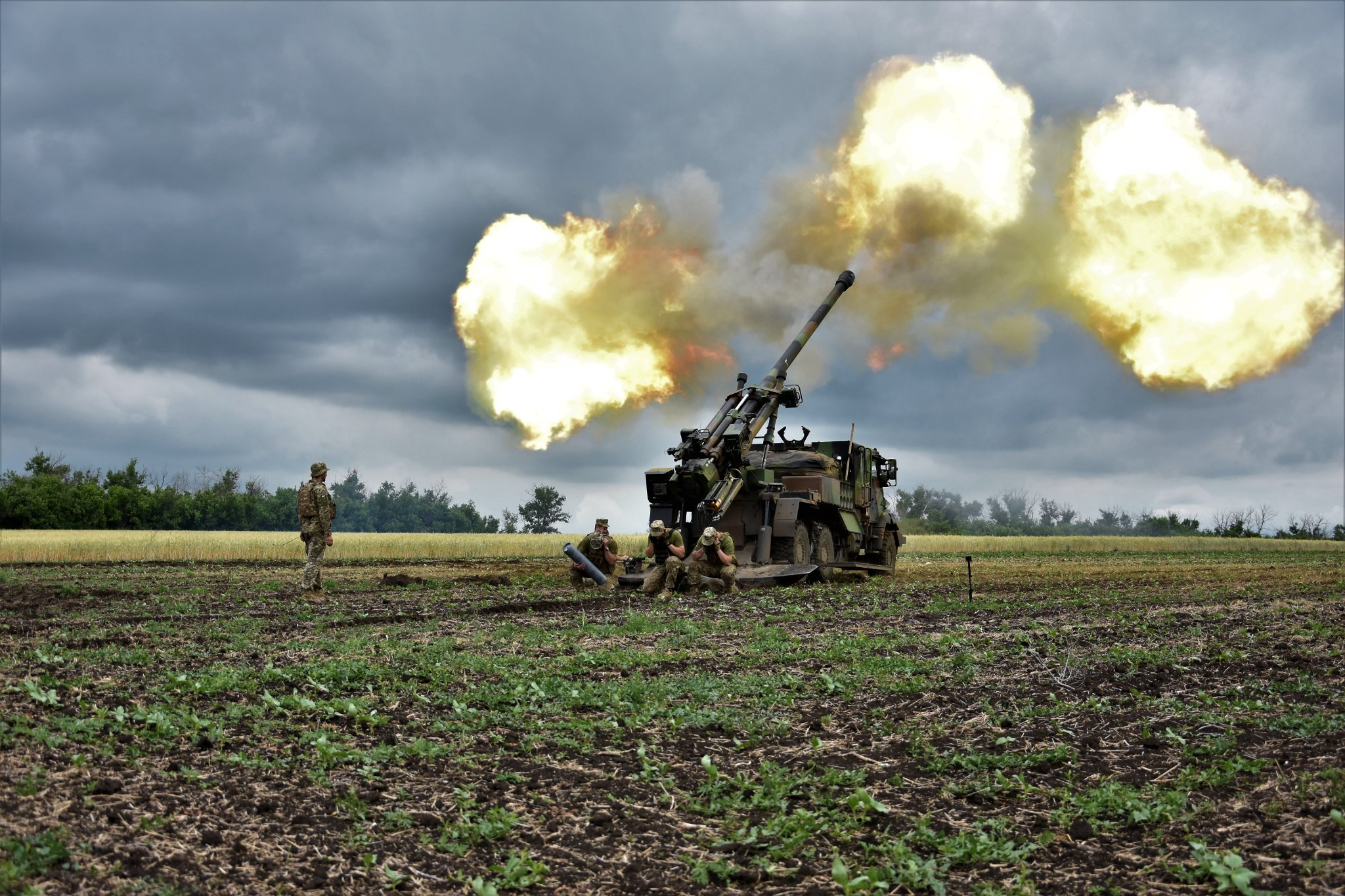
Caesar francés de la Brigada 55.ª de Artillería, 2022.

- 9K52 Luna-M, Tochka U, Brimstone misiles balístico tácticos
- AGM-114 Hellfire Misil antimaterial guiado por láser semiactivo portátil con base en tierra
- BM-21 Grad, BM-21 Verba, BM-27 Uragan, BM-27 Burevyi, BM-30 Smerch, BM-30 Vilkha, M270, M142 HIMARS, RM-70 , TOS-1 Buratino, S-8 sistemas lanzacohetes múltiples
- 2S1 Gvozdika, 2S3 Akatsiya, 2S5 Giatsint-S, 2S7 Pion, 2S19 Msta-S, 2S22 Bohdana, 152 mm SpGH DANA, 155 mm SpGH Zuzana, PzH 2000, M109, AHS Krab, CAESAR, MT-LB MT-12, MT-LB D-30 obuses de artillería autopropulsados
- D-30, D-20,  2A65 Msta-B, 2A36 Giatsint-B, M114, M777, M101, FH70, L119, M119, TRF1 obuses remolcados
- 9K114 Shturm, 9M113 Konkurs, 2A29/MT-12 Rapira cañones antitanque
- Pansarvärnspjäs 1110 rifle sin retroceso remolcado antitanque
- 82 mm y 120 mm morteros
- 2S9 Nona,  Panzermörser M113 Bars-8MMk morteros autopropulsados (el primero también utilizado por las Fuerzas de Asalto Aéreo)

En desarrollo para Cohetes y Artillería:
- Korshun-2 misil de crucero
- Hrim-2 y Sapsan misil balístico táctico

Futuras adquisiciones:
- Boxer RCH-155 obuses de artillería autopropulsados con ruedas

Retirado de la RF&A:
- R-17 Elbrus misil balístico táctico

## Estructura actual
- 19.ª Brigada de Misiles "Santa Bárbara" (OTR-21 Tochka-U), Khmelnytskyi
- 27.ª Brigada de Artillería de Cohetes "Sumy" (BM-27 Uragan), Sumy[24]
- 43.ª Brigada de Artillería Pesada (2S7 Pion), Pereiaslav
- 45.ª Brigada de Artillería (Reserva)[25]
- 38.ª Brigada de Artillería[26]
- 26ª Brigada de Artillería (Comando Operacional Norte), Berdychiv
- 40. ª Brigada de Artillería (Comando Operativo Sur), Pervomaisk
- 44.ª Brigada de Artillería (Comando Operativo Oeste), Ternópol
- 55.ª Brigada de Artillería (Comando Operativo Este), Zaporizhia
- 6.º Regimiento de Entrenamiento de Artillería, Divychky
- 15.º Regimiento de Artillería de Cohetes "Kyiv" (BM-30 Smerch), Drogobych
- 107ª Brigada de Artillería de Cohetes (BM-30 Smerch), Kremenchuk
- Grupo de Artillería de Brigada 1.ª Brigada de Tanques (Ucrania)
- Grupo de Artillería de Brigada 10ª Brigada Separada de Asalto de Montaña (Ucrania)
- Grupo de Artillería de Brigada 14.ª Brigada Mecanizada
- Grupo de Artillería de Brigada 17.ª Brigada de Tanques (Ucrania)
- Grupo de Artillería de Brigada 24.ª Brigada Mecanizada
- Grupo de Artillería de Brigada 28.ª Brigada Mecanizada
- Grupo de Artillería de Brigada 30.ª Brigada Mecanizada
- Grupo de Artillería de Brigada 53.ª Brigada Mecanizada
- Grupo de Artillería de Brigada 54.ª Brigada Mecanizada
- Grupo de Artillería de Brigada 56.ª Brigada Motorizada
- Grupo de Artillería de Brigada 57.ª Brigada Motorizada
- Grupo de Artillería de Brigada 58.ª Brigada Motorizada
- Grupo de Artillería de Brigada 59.ª Brigada Motorizada
- Grupo de Artillería de Brigada 61.ª Brigada de Infantería de Cazadores (Ligera)
- Grupo de Artillería de Brigada 72.ª Brigada Mecanizada de Ucrania
- Grupo de Artillería de Brigada 92.ª Brigada Mecanizada
- Grupo de Artillería de Brigada 93ª Brigada Mecanizada (Ucrania)
- Grupo de Artillería de Brigada 128ª Brigada de Asalto de Montaña (Ucrania)